# Kanton Auxerre-Nord
Der Kanton Auxerre-Nord war von 1972 bis 2015 ein französischer Wahlkreis im Arrondissement Auxerre, im Département Yonne und in der Region Burgund; sein Hauptort war Auxerre.

## Gemeinden
Der Kanton bestand aus drei Gemeinden und Teilen der Städte Auxerre und Monéteau (angegeben ist jeweils die Gesamteinwohner der Städte. Im Kanton lebten etwa 1.800 Einwohner von Auxerre und 3.400 Einwohner von Monéteau):
| Gemeinde | Einwohner Jahr | Fläche km² | Bevölkerungsdichte | Code INSEE | Postleitzahl |
| -------- | -------------- | ---------- | ------------------ | ---------- | ------------ |
| Appoigny | 3.115 (2013)   | 22,09      | 141 Einw./km²      | 89013      | 89380        |
| Auxerre  | 34.869 (2013)  | –          | – Einw./km²        | 89024      | 89000        |
| Charbuy  | 1.805 (2013)   | 23,4       | 77 Einw./km²       | 89083      | 89113        |
| Monéteau | 4.001 (2013)   | –          | – Einw./km²        | 89263      | 89470        |
| Perrigny | 1.289 (2013)   | 12,62      | 102 Einw./km²      | 89295      | 89000        |